# Parahelpis abnormis
Parahelpis abnormis är en spindelart som först beskrevs av Zabka 20.  Parahelpis abnormis ingår i släktet Parahelpis och familjen hoppspindlar. Inga underarter finns listade i Catalogue of Life.